# Gelber Segelflossendoktor
Der Gelbe Segelflossendoktor (Zebrasoma flavescens), auch Gelber Segeldoktorfisch oder Hawaii-Doktorfisch genannt, ist eine Art aus der Familie der im Meerwasser lebenden Doktorfische.

## Verbreitung
Der Gelbe Segelflossendoktor lebt vor allem nördlich des Äquators und ist im westlichen Pazifik an den Lagunen und Korallenriffen vor den Marshallinseln, Süd-Japans bis nach Hawaii und Australien zu finden.

## Erscheinungsbild
Wie bei allen Doktorfischarten ist auch beim Gelben Segelflossendoktor der Körper seitlich abgeflacht. Er hat außerdem eine hohe Rücken- und Afterflosse, die im Imponiergehabe aufgestellt werden können. Der Körper ist gelb gefärbt und erreicht eine Länge von bis zu 20 cm. Auf der Schwanzwurzel befinden sich die für Doktorfische typischen Skalpelle oder Hornklingen.

## Verhalten
Der tagaktive Fisch frisst vor allem Algenaufwuchs. Als Jungfisch lebt er einzeln zwischen den Zweigen von Fingerkorallen. Ausgewachsene Fische bilden lose Trupps, die man beim Fressen im Brandungsbereich beobachten kann.

## Aquarienhaltung
Doktorfische sind generell sehr heikle Pfleglinge in Aquarien. Der gelbe Segelflossendoktor gilt jedoch in dieser Familie als einer der einfachsten Pfleglinge, die im Aquarium eine hohe Überlebensdauer haben. Lange Zeit galt die Zucht des Hawaii-Doktorfisches als unmöglich, 2015 gelang jedoch die Nachzucht erstmals.